# Arkoudi
La isla Arkoudi (en griego: Αρκούδι), también en forma antigua, Arkoudio y Arkoudion, es una pequeña isla griega deshabitada de las islas Jónicas, en el mar Jónico. Es administrada por el municipio de Itaca y se encuentra al norte de la isla del mismo nombre, así como al sur de la isla de Léucade. Desde 1864 y hasta la reorganización entre mediados y fines del siglo XX, fue parte de la prefectura de Léucade.
A finales del siglo XX, la isla fue comprada por un consorcio de Sudáfrica que planeó bajo la dirección de Giorgos Stavroupoulos el desarrollo y la colonización de la isla para los individuos ricos.
Si se realizan los planes existirá un parque residencial creado con 140 residencias privadas exclusivas, centros comerciales, hoteles, pistas de tenis e instalaciones ecuestres y un campo de golf de 18 hoyos.

## Islas e islotes más cercanos
La isla Arkoudi tien en sus cercanías las siguientes islas:
- Léucade, al norte
- Meganisi, al noreste
- Itaca, al sureste
- Cefalonia, al sur